# Municipio de Gold Hill (Carolina del Norte)
El municipio de Gold Hill (en inglés: Gold Hill Township) es un municipio ubicado en el  condado de Rowan en el estado estadounidense de Carolina del Norte. En el año 2010 tenía una población de 11.278 habitantes.

## Geografía
El municipio de Gold Hill se encuentra ubicado en las coordenadas 35°33′25.5″N 80°25′4.22″O / 35.557083, -80.4178389.